# Fritto bianco
Il fritto bianco (in romagnolo: frět biěnc) è una crema di semolino e latte fritta a forma di rombo tradizionale della Romagna. È diffuso anche in Piemonte con il nome di "semolino dolce". È un piatto tipico della tradizione contadina che viene preparato principalmente nei giorni di festa e può essere servito come antipasto, piatto di mezzo o contorno.

## Preparazione
È ricavato dalla cottura del semolino di grano nel latte con anice, zucchero e uova. Una volta cotto, l'impasto viene steso in un vassoio e lasciato rassodare per poi essere tagliato a rombi, ricoperto di uovo e pangrattato e fritto.